# Erich Koestermann
Erich Koestermann (* 3. Mai 1901 in Hannover; † 25. September 1973 in Kiel) war ein deutscher Klassischer Philologe.

## Leben
Koestermann studierte an der Technischen Hochschule Hannover, an der Berliner Universität und an der Universität München, wo er 1924 zum Dr. phil. promoviert wurde. Von 1929 bis 1932 arbeitete er als Wissenschaftlicher Mitarbeiter am Thesaurus Linguae Latinae, wo er seine Beherrschung der lateinischen Sprache vervollkommnete. Anschließend habilitierte er sich noch 1932 an der Berliner Universität bei Eduard Norden. 1934 erhielt er einen Lehrauftrag an der Universität Kiel, wohin er sich im selben Jahr umhabilitierte. Vom Wintersemester 1934/1935 bis zum Sommersemester 1935 vertrat er den Lehrstuhl Felix Jacobys, der von den Nationalsozialisten zwangsweise in den Ruhestand versetzt worden war.
Nach einer Lehrstuhlvertretung an der Universität Bonn (1938) wurde Koestermann 1941 in Kiel zum außerplanmäßigen Professor ernannt. 1956 wurde er zum Wissenschaftlichen Rat und Professor ernannt. Zum 30. September 1966 trat er in den Ruhestand.
Erich Koestermann beschäftigte sich sein Leben lang mit der Geschichte der römischen Kaiserzeit. Als einer der führenden Forscher zum Geschichtsschreiber und Politiker Tacitus veröffentlichte er dessen Schriften in kritischen Ausgaben mit Kommentar.

## Schriften (Auswahl)
- Untersuchungen zu den Dialogschriften Senecas. Berlin 1934 (Sitzungsberichte der Preussischen Akademie der Wissenschaften, Philologisch-historische Klasse. 22).
- P. Cornelii Taciti libri qui supersunt. Tom. 1, Fasc. 1: Libri ab excessu Divi Augusti I–VI. Leipzig 1934. Neubearbeitung, Leipzig 1960. Zweite Auflage, Leipzig 1965.
- P. Cornelii Taciti libri qui supersunt. Tom. 1, Fasc. 2: Libri ab excessu Divi Augusti XI–XVI. Leipzig 1936. Neubearbeitung, Leipzig 1960. Zweite Auflage, Leipzig 1965.
- P. Cornelii Taciti libri qui supersunt. Tom. 2, Fasc. 1: Historiarum libri. Leipzig 1935. Neubearbeitung, Leipzig 1961. Zweite Auflage, Leipzig 1969.
- P. Cornelii Taciti libri qui supersunt. Tom. 2, Fasc. 2: Germania. Agricola. Dialogus de oratoribus. Leipzig 1936. Neubearbeitung, Leipzig 1962. Zweite Auflage, 1964. Dritte Auflage, Leipzig 1970.
- Tacitus / Annalen. Vier Bände, Heidelberg 1963–1968.
- C. Sallustius Crispus, Bellum Iugurthinum / erläutert und mit einer Einleitung versehen. Heidelberg 1971